# Horní Slivno
Obec Horní Slivno se nachází v okrese Mladá Boleslav, kraj Středočeský. Rozkládá se asi dvacet jedna kilometrů jihozápadně od Mladé Boleslavi. Žije zde 346 obyvatel.

## Historie
První písemná zmínka o obci pochází z roku 1223.

### Územněsprávní začlenění
Dějiny územněsprávního začleňování zahrnují období od roku 1850 do současnosti. V chronologickém přehledu je uvedena územně administrativní příslušnost obce v roce, kdy ke změně došlo:
- 1850 země česká, kraj Jičín, politický okres Nymburk, soudní okres Nové Benátky[4]
- 1855 země česká, kraj Mladá Boleslav, soudní okres Nové Benátky[4]
- 1868 země česká, politický okres Mladá Boleslav, soudní okres Nové Benátky[4]
- 1937 země česká, politický okres Mladá Boleslav expozitura Nové Benátky, soudní okres Nové Benátky[5]
- 1939 země česká, Oberlandrat Jičín, politický okres Mladá Boleslav expozitura Nové Benátky, soudní okres Nové Benátky[6]
- 1942 země česká, Oberlandrat Praha, politický okres Brandýs nad Labem, soudní okres Nové Benátky[7]
- 1945 země česká, správní okres Mladá Boleslav, expozitura a soudní okres Benátky nad Jizerou[8]
- 1949 Pražský kraj, okres Mladá Boleslav[9]
- 1960 Středočeský kraj, okres Mladá Boleslav[10]

### Rok 1932
Ve vsi Horní Slivno s 532 obyvateli v roce 1932 byly evidovány tyto živnosti a obchody: katolický kostel, holič, 2 hostince, kolář, 2 kováři, krejčí, 2 obuvníci, 4 rolníci, 2 obchody se smíšeným zbožím, řezník, spořitelní a záložní spolek, 2 trafiky, truhlář, velkostatek.

## Pamětihodnosti
- Kostel svatého Martina na návsi

## Doprava
Silniční doprava
Obcí procházejí silnice III. třídy.
Železniční doprava
Železniční stanice na území obce nejsou. Nejblíže obci je železniční stanice Kropáčova Vrutice ve vzdálenosti 3 km ležící na trati 070 v úseku z Neratovic do Mladé Boleslavi.
Autobusová doprava
V obci zastavovaly v květnu 2011 autobusové linky do těchto cílů: Benátky nad Jizerou, Bezno, Kropáčova Vrutice, Mladá Boleslav, Mečeříž, Praha (dopravce TRANSCENTRUM bus, s.r.o.)